# Carl Lorenz
Carl Lorenz (ur. 27 listopada 1913 w Chemnitz, zm. 25 listopada 1993 w Berlinie) – niemiecki kolarz torowy, mistrz olimpijski.

## Kariera
Największy sukces w karierze Carl Lorenz osiągnął w 1936 roku, kiedy wspólnie z Ernstem Ihbe zdobył złoty medal wyścigu tandemów podczas igrzysk olimpijskich w Berlinie. W finale reprezentanci III Rzeszy pokonali ekipę Holandii w składzie: Bernard Leene i Henk Ooms. Był to jedyny medal wywalczony przez Ernsta Ihbe na międzynarodowej imprezie tej rangi. Był to również jego jedyny start olimpijski. Ponadto wielokrotnie zdobywał medale torowych mistrzostw kraju, w tym złoty w swej koronnej konkurencji w 1936 roku. W 1934 roku razem z Ihbe zwyciężył także na mistrzostwach Wielkiej Brytanii. Nigdy nie zdobył medalu na torowych mistrzostwach świata.